# Judge Jules

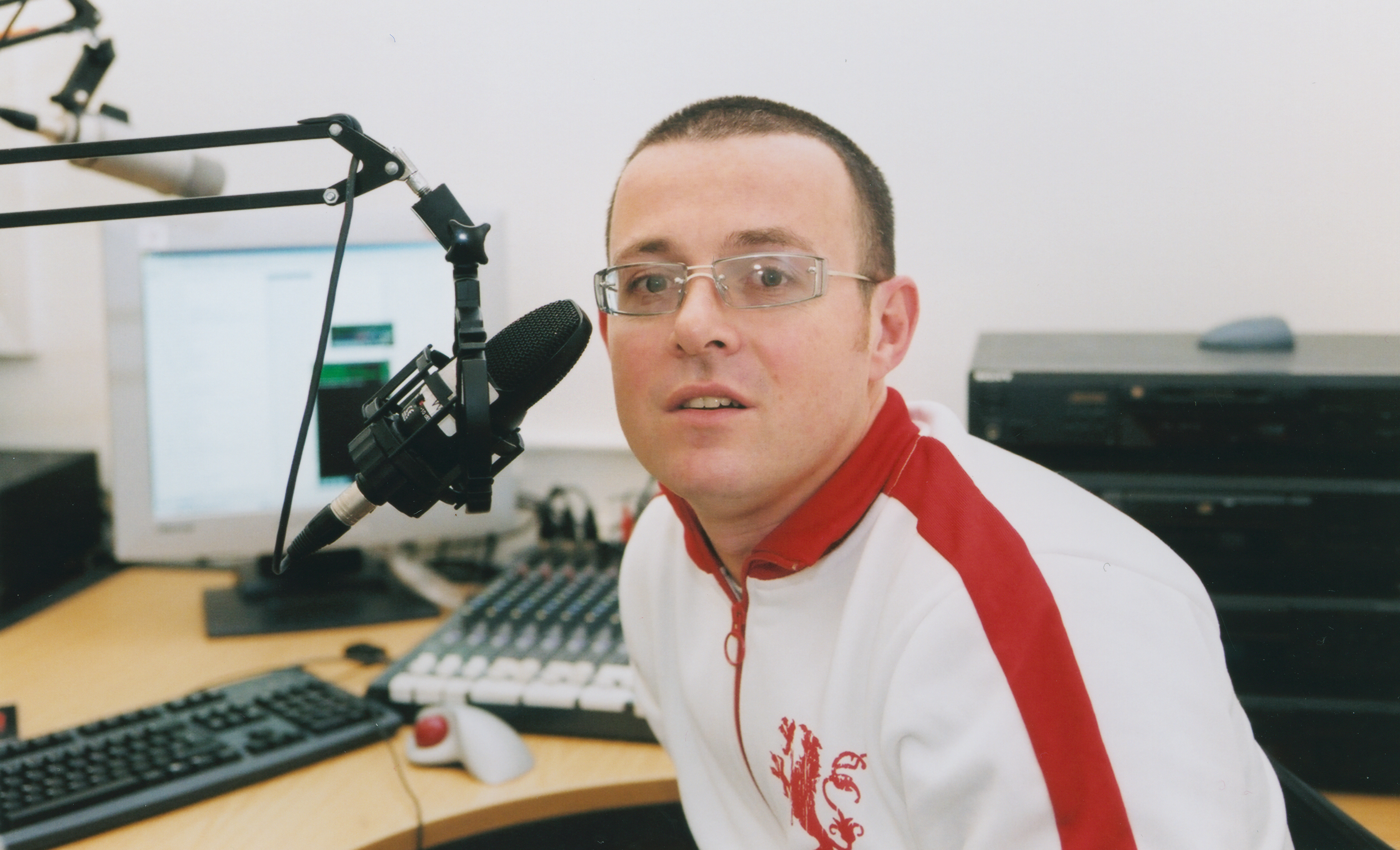
Judge Jules bei Pulse FM (2003)

Judge Jules (* 26. Oktober 1966; bürgerlicher Name Julius O’Riordan) ist ein britischer Trance-DJ und -Produzent. In den Jahren 1997 bis 2006 konnte er sich durchgehend in den Top 20 der „Top 100 DJs“ des DJ Mag halten, was er unter anderem auch seiner eigenen Radiosendung zu verdanken hatte, die ihm schnell große Bekanntheit einbrachte.
Sein Markenzeichen ist sein extravaganter Kleidungsstil. Bei öffentlichen Auftritten wie in Clubs trägt er meist grell-bunte Kleidung, vor allem neon-farbene Shirts.

## Persönliches
Jules lebt in Highgate, einem Stadtteil im Norden Londons und ist seit März 1998 mit Amanda Shaw verheiratet. Sie haben einen gemeinsamen Sohn, Jake, der im Juni 1999 geboren wurde. Als leidenschaftlicher Fußballfan unterstützt er den Arsenal FC und wurde 2005 gebeten, einen Remix der offizielle Hymne der Premier League zu komponieren.

## Karriere
Zunächst besuchte Judge Jules die Highgate Wood Secondary School, dann das University College School und schließlich die London School of Economics. Dort studierte er Jura, woraus sich auch sein späterer Name als DJ ableitet. Seine musikalische Karriere begann als DJ beim Radiosender Kiss FM und führte ihn 1997 zu BBC Radio 1, wo er eine wöchentliche Sendung moderierte. Nach 15 Jahren wurde seine Sendung im März 2012 aus dem Programm von BBC Radio 1 genommen. Er wird künftig vermehrt als Jurist tätig sein.

## Diskografie (Auszug)

### Soloalben
- 2006: Proven Worldwide
- 2008: Bring the Noise

### Singles
- 2019 Judge Jules - Won't You Listen - Which Bottle
- 2019 Judge Jules - Echoes of Silence - Euphonic Recordings
- 2018 Judge Jules - House of Love - Sirup Recordings
- 2018 Judge Jules - Erotica - MPS / Coldharbour Recordings
- 2018 Judge Jules - Oscuro - Which Bottle Recordings
- 2018 Judge Jules - Never The Same - Moon Recordings
- 2017 Judge Jules feat Cynthia Hall - The Twilight - Sirup Recordings
- 2017 Judge Jules - Dimensions - MPS Recordings
- 2017 Judge Jules - Te Quiero - Sirup Recordings
- 2017 Max Freegrant - Sometimes We Need To Forget - Judge Jules Remix - Freegrant Recordings
- 2016 Judge Jules & Richard Bedford - Burn In The Sun - Judgement Recordings
- 2016 Judge Jules - Scream - Judgement Recordings
- 2016 Judge Jules - Eat You Up - 000 Recordings
- 2016 Judge Jules - Turn on the Lights - Coldharbour
- 2014 Judge Jules – Monte Carlo
- 2013 Judge Jules – The Verdict
- 2013 Judge Jules – Collide
- 2013 Judge Jules – Phenomenology
- 2012 Judge Jules – Give me a Reason – Vandit
- 2011 Judge Jules – City Nights
- 2011 Judge Jules – The Greater Good
- 2011 Judge Jules – The Attack
- 2010 Judge Jules - Verano Loco
- 2010 Judge Jules – Hold On
- 2008 Judge Jules - Judgement Theme - Maelstrom Records
- 2007 Judge Jules - What's In Ur Head
- 2007 Judge Jules - Laid Bare - Maelstrom Records
- 2007 Judge Jules & BK - Sickness
- 2006 Judge Jules & BK - Rumble / I Don't Know - Riot! Recordings
- 2006 Judge Jules - Without Love - Maelstrom Records
- 2006 Judge Jules - Ordinary Day - Maelstrom Records
- 2006 Judge Jules - Three Drives / Judge Jules vs. Michael Woods - Greece 2000 / So Special - SPG Music Productions Ltd.
- 2005 Michael Woods & JJ* feat Marcella Woods - So Special - three8 recordings
- 2005 Flowmasters - Let It Take Control (Judge Jules Remix) - XL recordings
- 2005 Judge Jules & BK - Seizure - Riot! Recordings
- 2005 DuMonde Vs. Judge Jules - What's In Your Head - Fate Recordings
- 1998 Sonique - I Put A Spell On You (Judge Jules Club Dub)
- 1996 Judge Jules & John Kelly Present Stix 'N' Stoned - Outrageous - Positiva
- 1996 Judge Jules - Outrageous
- 1991 Judge Jules - My Head Keeps Spinning Round

### Co-Produktionen
- Angelic (mit Darren Tate)
  - 2000: It’s My Turn
  - 2001: Can’t Keep Me Silent
  - 2001: Stay With Me

- Hi-Gate (mit Paul Masterson) (Alben)
  - 2003: Split Personality

- VPL (mit Paul Masterson) (Singles)
  - 2001: The Bassline
  - 2002: T Break
  - 2003: Bass Trouble
  - 2003: In The Park
  - 2003: It’s Showtime

### DJ Kompilationen (DJ Mixes von Judge Jules)
- 1990: The 1990 Mixmag / Kiss FM Mastermixes Track 1
- 1993: Journeys By DJ Volume 2: In The Mix With Judge Jules
- 1995: Essential Mix 3 Disc 2
- 1995: A Retrospective Of House 91’–95’ Volume 1 Disc 2
- 1995: A Retrospective Of House 91’–95’ Volume 2 Disc 1
- 1995: Havin’ It Dancefloor Classics Volume One
- 1995: The Sperm Bank
- 1995: Journeys By DJ Dance Wars Disc 1
- 1996: Manifesto Monster Mix (With Luke Neville)
- 1997: Ministry of Sound Classics
- 1997: Ministry of Sound Dance Nation 3 Disc 2
- 1997: Ministry Magazine Presents Hooj Choons
- 1998: Ministry of Sound Clubbers Guide To. .. Ibiza Disc 2
- 1998: Ministry of Sound The Ibiza Annual Disc 1
- 1998: Ministry Magazine Presents The Annual IV – Six Track Sampler
- 1998: Ministry of Sound The Annual IV Disc 1
- 1999: Ministry of Sound Clubber’s Guide To. .. Ninety Nine
- 1999: Ministry of Sound Clubber’s Guide To. .. Ibiza - Summer Ninety Nine
- 1999: Ministry of Sound The Ibiza Annual – Summer Ninety Nine Disc 1
- 1999: Ministry of Sound The Annual – Millennium Edition Disc 1
- 2000: Ministry of Sound Clubber’s Guide To. .. 2000
- 2000: Ministry of Sound The Annual 2000 Disc 1
- 2000: Ministry of Sound Clubber’s Guide To. .. Ibiza – Summer 2000
- 2000: Ministry Magazine Presents Superstar DJs Judge Jules
- 2000: Ministry of Sound The Ibiza Annual – Summer 2000 Disc 1
- 2001: Clubbed
- 2002: Clubbed 2002
- 2002: Judge Jules Presents Tried & Tested
- 2003: Judgement Sundays – Ibiza 2003
- 2003: Ministry of Sound Trance Nation Anthems
- 2003: Ministry of Sound Trance Nation Harder
- 2004: Judgement Sundays 2004
- 2004: Ministry of Sound Trance Nation Electric
- 2004: The Very Best Of Tried & Tested Euphoria
- 2005: Judgement Euphoria
- 2006: The Global Warm Up Mix CD
- 2006: Ministry of Sound Judgement Sundays – The True Sound Of Ibiza
- 2007: Ministry of Sound Judgement Sundays 2007
- 2007: Gatecrasher Immortal
- 2007: Pacha Sharm, Ministry Of Sound featuring Mohamed Ali Hussein aka DJ Moeali
- 2008: Ministry of Sound Judgement Sundays – The Mix 2008
- 2009 Gatecrasher's Trance Anthems 1993–2009
- 2010 Judgement Sundays Presents Ibiza 2000–2010
- 2013 The Gallery – 18 Years
- 2015 Judge Jules' Trance Anthems